# Château de Montbron (Biscarrosse)
Pour les articles homonymes, voir Château de Montbron.
Le château de Montbron, appelé ainsi depuis qu'il devint en 1906 propriété de la famille de Chérade de Montbron, était autrefois appelé « Château de Biscarrosse » et au XIXe siècle « château des comtes de Marcellus », se situe sur la commune de Biscarrosse, dans le département français des Landes.

## Présentation
Le château fut bâti aux XIIIe siècle et XVIe siècle. Il est constitué de quatre tours d'angle circulaires, avec fenêtres à meneaux ; il abrite des cheminées de style Louis XIII. 
Il a accueilli une garnison du Prince Noir, lors de l’occupation de l’Aquitaine par les Anglais.

## Propriétaires successifs
Dans la première moitié du XIVe siècle, Biscarrosse relève, comme la seigneurie d'Uza et la plus grande partie du pays de Born, de la vicomtesse de Fronsac
On trouve ensuite la famille de Pommiers dont l'héritière Jeanne épouse en 1415 François de Montferrand; leur fille Isabeau épouse en 1456 Guicharnaud de Saint-Martin. En 1663, Jean de Campos achète la seigneurie à Guillaume de Saint-Martin. En 1750, elle appartient à la famille de Verthamon.
Par héritage ou mariage, le château sera transmis aux familles de Martin du Tyrac de Marcellus en 1843, de Chérade de Montbron en 1906 et d'Antin Tournier de Vaillac en 1951.